# چشم‌بند (فیلم ۱۹۶۶)
چشم‌بسته (به انگلیسی: Blindfold) فیلمی به کارگردانی فیلیپ دان با نقش‌آفرینی راک هادسن و کلودیا کاردیناله محصول سال ۱۹۶۵ است که در سال ۱۹۶۶ منتشر شد. این آخرین فیلم فیلیپ دان در مقام کارگردان بوده است.

## بازیگران
- راک هادسن
- کلودیا کاردیناله
- جک واردن
- گای استاکول
- براد دکستر